# Juan Posadas
Juan Posadas (ur. 1912, zm. 14 maja 1981), właśc. Homero Rómulo Cristalli Frasnelli – argentyński trockista, twórca nurtu zwanego posadyzmem. Posadyzm łączył trockizm z elementami ufologii i parapsychologii, przewidywał kontakt z kosmitami i globalną wojnę atomową, która doprowadzić miała do rewolucji socjalistycznej.

## Rozłam z IV Międzynarodówką

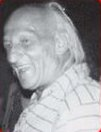
J. Posadas

Latynoamerykańscy działacze trockistowscy, zarzucający Zjednoczonemu Sekretariatowi europocentryzm, zorganizowali w 1957 Latynoamerykański Sekretariat IV Międzynarodówki, na czele którego stanął Posadas. Frakcja przybrała program utworzenia wraz z partią Baas i Komunistyczną Partią Chin, międzynarodówki „antyeuropejskiej”. Grupa działała głównie w Ameryce Południowej, ale jej zwolennicy znaleźli się także w niektórych krajach Europy. Początkowo Posadas współpracował z Nahuelem Moreno, ale w 1963 Moreno zerwał współpracę i zdecydował się na powrót do zjednoczonej Międzynarodówki.